# Theodorus Weevers
Theodorus Weevers (Zaandam, 8 juni 1875 – Amersfoort, 15 januari 1952) was een Nederlandse plantkundige die een belangrijke rol in de natuurbeschermingsbeweging heeft gespeeld.
Hij was zoon van de leraar aan een HBS Jacobus Wilhelmus Weevers en Johanna Adriana Ellerman. Hij trouwde in Rotterdam op 4 november 1902 met Cornelia Jeannette de Graaff. Hij werd begraven op Begraafplaats Rusthof. Zoon Theodoor Weevers (1904-1992), leerling van Albert Verwey, was hoogleraar Nederlandse taal- en letterkunde aan de Universiteit van Londen. Dochter Loes Weevers, pianiste, was getrouwd met violist/dirigent Jan Brussen.
Weevers was van 1921 tot en met 1924 als buitengewoon hoogleraar plantenfysiologie verbonden aan de Rijksuniversiteit Groningen en aansluitend als gewoon hoogleraar plantenfysiologie en farmacognosie aan die van Amsterdam. Hij was enige tijd voorzitter van de Nederlandse Botanische Vereniging.
Weevers is vooral bekend geworden als een van de oprichters van de Contact-Commissie voor Natuur- en Landschapsbescherming in 1932 en als voorzitter van de Natuurwetenschappelijke Commissie van de Natuurbeschermingsraad. In het debat over beheer van natuurreservaten omstreeks 1940 sprak hij zich uit tegen menselijk ingrijpen en stond daarbij tegenover de bioloog-natuurbeschermer Victor Westhoff en Pieter van Tienhoven, voorzitter van Natuurmonumenten. 
Weevers was voorzitter van de Stichting Wetenschappelijk Duinonderzoek (SWD). Toen in 1952 deze stichting een biologisch station op Voorne opende, werd dit naar hem genoemd.
Hij was ridder in de Orde van de Nederlandse Leeuw.

## Publicaties
- Weevers, Th. e.a. (red.), Flora Neerlandica. Flora van Nederland. Pteridophyta, Gymnospermae. Amsterdam, Koninklijke Nederlandsche Botanische Vereniging, 1948.
- Weevers, Th., Het leven der planten. Utrecht, De Haan, 1943.